# Kick Off
Kick Off — серия компьютерных симуляторов футбола. Идею игры предложил Стив Скрич, а для её реализации в 1988 году был приглашён Дино Дини. В 1989 году Kick Off был издан компанией Anco Software Анила Гупты для Atari ST и Commodore Amiga. Первоначальная версия была запрограммирована Дино Дини, а графику, тестирование и настройку обеспечивал Стив Скрич. Kick Off получил положительные отзывы и завоевал несколько наград индустрии, включая титул 16-битной игры года премии Golden Joystick.
Оригинальная игра Kick Off получила несколько сиквелов. В 1990 году вышла игра Player Manager, сочетавшую симулятор административного управления командой с движком футбольного симулятора на основе Kick Off. Kick Off 2 вышла в 1990 году и была дополнена рядом новых функций, она также получила положительные отзывы и завоевала титул 16-битной игры года премии Golden Joystick.
В 1992 году Дино Дини покинул Anco и подписал контракт с Virgin Games, которая в 1993 году издала игру Goal!. В период с 1994 по 1997 год Anco выпустила еще несколько игр серии Kick Off, но они имели мало общего с Kick Off и Kick Off 2. В 2001—2003 годах Kick Off Association, сообщество поклонников серии, в тесном сотрудничестве с разработчиком Стивом Скричем из Anco попыталось перезапустить серии Kick Off и Player Manager . Была выпущена игра Kick Off 2002, Anco начала работу над Kick Off 2004 и довела проект до статуса бета-версии. Однако разработка остановилась, когда в 2003 году Anco закрылась.

## История
Kick Off вышел в 1989 году. Первая версия игры была разработана для Atari ST, а затем перенесена на Amiga. Для сиквела Kick Off 2 было выпущено несколько дисков-дополнений. В 1992 году Дино Дини покинул Anco и подписал контракт с Virgin Games, которая в 1993 году издала игру Goal!. В 1994 году Anco выпустила Kick Off 3, в которой вместо вида сверху использовался вид сбоку, что делало её мало похожей на Kick Off 2.

## Игровой процесс
В Kick Off мяч не прилипал к ногам футболиста, а вместо этого реалистично выбивался вперёд, подобно тому, как это было сделано в игре Soccer, выпущенной Nintendo в 1985 году для NES. Это одновременно добавляло сложности и требовало умения в управлении игроками. Имелись и другие особенности, включая повторы действий, отличающиеся по характеристикам футболисты, возможность использовать разную тактику, фолы, жёлтые и красные карточки, травмы и отличающиеся характером судьи.

## Оценки
- ST Action — высшая оценка.
- Amiga User Int — «Лучшая компьютерная игра на свете», 97 %
- The One — «Футбольный симулятор на пределе», 96 %
- ACE — «Блестящий», 92 %
- Amiga Format — «Лучшая спортивная игра, которая появлялась на любой платформе», 94 %
- Формат ST — «Какая игра! Волшебная», 90 %
- C&VG — 95 %
- The Games Machine — «Наверное, лучшая спортивная игра на свете», 92 %
- Commodore User — «Никакая другая футбольная игра не может к ней приблизиться», 90 %
- Amiga Action — «Превосходит все другие футбольные игры», 93 %
- PCW — «Ничего кроме гениальности»
- New Comp Express — «Событие года в компьютерном футболе»
- Zzap! 64 — «Так реалистично, так весело и так затягивает», 96 %

### Награды
- 1989 — INDIN Лучший 16-битный продукт
- 1989 — INDIN Лучший программист, 2-е место (победитель — Bullfrog за игру Populous)
- 1989 — EMAP Images Golden Joystick — лучший 16-битный продукт.
- Признана седьмой лучшей игрой всех времён по версии Amiga Power[6].

## Сиквелы

### Player Manager
Player Manager выпущена в 1990 году. Игра сочетала симулятор административного управления командой с движком футбольного симулятора на основе Kick Off.

### Kick Off 2
В 1990 году Anco выпустила продолжение оригинальной игры — Kick Off 2. Сохранились темп и точность Kick Off, появились полноразмерная многонаправленная прокруткой и правильные пропорции игроков, отметок, ворот и прочих визуальных атрибутов. Обе команды ведут игру, строго придерживаясь выбранной тактики. Игроки занимают позицию, чтобы получать передачи и владеть мячом. Мяч, как и в реальной игре, находится впереди игрока.
Присутствуют режимы лиги и кубковый турнир с послематчевыми пенальти в случае ничьей. Команды в лиге в целом равны, но придерживаются разных стилей игры и состоят из отличающихся по навыкам игроков, соответствующих этому стилю. Существует возможность загрузить команды из Player Manager с собственной тактикой и сыграть как за них, так и против них в лиге или кубковом турнире.
Есть возможность загружать диски с дополнительными событиями. Kick Off 2 также предоставляет возможность изменять цвета полос, а на улучшенных версиях Atari ST (с 1 МБ памяти или больше) используются дополнительные звуковые эффекты. Функция «Повтор» (Action Replay) позволяет просматривать голы в обычном или замедленном темпе и сохранять их на диск. Судят матчи 24 арбитра, каждый обладающий индивидуальным характером.

### Super Kick Off
Super Kick Off — продолжений Kick Off и Kick Off 2 для Sega Master System, Game Boy, Sega Mega Drive и SNES. Super Kick Off отличался более медленным темпом игры, чем оригиналы. Версия для Mega Drive выбила игру PGA Tour Golf II с вершин хит-парадов. Журнал MegaTech присвоила игре 94 % и награду Hyper Game Award, заявив, что «ощущения и игровые возможности не имеют себе равных среди других футбольных игр», но критиковала высокую цену в 45 фунтов стерлингов.

### Goal!
В 1992 году в разработке находился сиквел Kick Off 3. Однако игра не была выпущена, так как Дино Дини покинул Anco, перейдя в Virgin Games. В новой компании он разработал футбольный симулятор Goal!, вышедший в 1993 году. Игровой процесс Goal! имел сходство с игровым процессом Kick Off 2, но включал возможность отдавать пас одним касанием, как в Sensible Soccer. Помимо этого футболисты могли ускоряться, а настройки стали более подробными . Goal! получил в целом хорошие отзывы, но не пользовался такой же устойчивой популярностью, как Kick Off 2.

### Kick Off 3
Anco выпустила Kick Off 3, разработанную Стивом Скричем, в 1994 году. Игра была разработана заново и не имела ничего общего с Kick Off 2. Она не получила таких же хороших отзывов, как предшественники, и не снискала аналогичной популярности. Версия для Atari Jaguar находилась в разработке, но так и не была выпущена.

#### Kick Off 96, 97 & 98
В 1996 году Тока Ноно выпустил Kick Off 96 для Amiga и Windows. Игра получила средние оценки. В 1997 году для Windows была выпущена Kick Off 97. Игра была принята лучше, чем Kick Off 96, но все равно не стала популярной. Позже в том же году Anco выпустила Kick Off 98 для PC, получив плохие отзывы. В 1998 году для оригинальной PlayStation была выпущена Kick Off World, разработал которую Toka Ноно, а издал Funsoft.

### Kick Off 2002
В 2001 году Стив Скрич начал проект под названием Ultimate Kick Off при поддержке ранее созданной Kick Off Association, сообщества поклонников серии. Игра была выпущена Anco в 2002 году для PC и Mac OS под названием Kick Off 2002 . Игра получила плохие отзывы, было продано всего 5000 копий. Позже планировалось выпустить продолжение под названием Kick Off 2004. Проект дошёл до статуса бета-версии, но так и не вышел. Разработка остановилась, когда Anco закрылась в 2003 году.

### Kick Off Revival
В конце 2015 года Дино Дини объявил, что работает над новой игрой в серии с системой управления, предназначенной для использования аналогового джойстика. Kick Off Revival была выпущена 24 июня 2016 года исключительно для PlayStation 4 и получила отрицательные отзывы основных игровых сайтов. Отложенная версия для PlayStation Vita была выпущена девятью месяцами позже в 2017 году и также получила низкие оценки. Версия для PC доступна в Steam.

## Список игр серии
Серия Kick Off включает следующие игры:
Игры Дино Дини
- Kick Off (1989)
- Kick Off 2 (1990)
- Kick Off 2 1MB (1990)
- Kick Off Revival (2016)[22]
- Goal!

Игры Стива Скрича
- Kick Off 97 (1997)[25]
- Kick Off 3 (1994)
- Kick Off 2002 (2002)[19]

Дополнения
- Kick Off Extra Time (Data disk) (1989)
- Kick Off 2: Giants of Europe (Data disk) (1990)
- Kick Off 2: The Final Whistle (Expansion disk) (1991)
- Kick Off 2: Return To Europe (Expansion disk) (1991)
- Kick Off 2: Winning Tactics (Data disk) (1991)
- Kick Off 2: Super League (Expansion disk) (1991) Games by others:
  - Franco Baresi World Cup Kick Off (1990)
  - Player Manager (1990)
  - Kick Off 2 World Cup 90 (1990)
  - Kick Off 2: Maths Disk (Expansion disk) (1991)
  - Super Kick-Off (1991)
  - Kick Off 98 (1997)[17]

Другие версии
- World League Soccer (версия для Super NES)